# Nguyễn Phúc Tĩnh An
Nguyễn Phúc Tĩnh An (chữ Hán: 阮福靜安; 29 tháng 7 năm 1833 – 27 tháng 4 năm 1857), phong hiệu Nghĩa Đường Công chúa (義棠公主), là một công chúa con vua Minh Mạng nhà Nguyễn trong lịch sử Việt Nam.

## Tiểu sử
Hoàng nữ Tĩnh An sinh ngày 13 tháng 6 (âm lịch) năm Quý Tỵ (1833), là con gái thứ 42 của vua Minh Mạng, mẹ là Ngũ giai Hòa tần Nguyễn Thị Khuê. Công chúa là con thứ năm của bà Hòa tần.
Năm Tự Đức thứ 4 (1851), công chúa Tĩnh An  lấy chồng là Phò mã Đô úy Lê Chí Hiếu, người Hải Lăng, Quảng Trị, là con trai của Tiền quân Đô thống Lê Chí Tín. Công chúa không có con nối dõi. Năm thứ 18 (1875), phò mã Hiếu qua đời.
Năm Tự Đức thứ 10 (1857), Đinh Tỵ, ngày 4 tháng 4 (âm lịch), công chúa Tĩnh An mất, hưởng dương 25 tuổi, được truy tặng làm Nghĩa Đường Công chúa (義棠公主), thụy là Nhu Trang (柔莊).
Mộ của công chúa Tĩnh An được táng tại Dương Xuân Thượng, nay là một phần của phường Thủy Xuân, Huế.